# Шпицберг, Евграф Владимирович
Евграф Владимирович Шпицберг (9 декабря 1843 — между 1913 и 1917) — российский генерал от кавалерии, участник Туркестанских походов.

## Биография
Родился 9 декабря 1843 года, происходил из дворян Киевской губернии, сын коллежского советника Владимира Егоровича Шпицберга. Образование получил во 2-й Киевской классической гимназии и 2-м Константиновском военном училище.
В службу вступил 6 сентября 1861 года в Мариупольский гусарский полк и 12 января 1863 года произведён в корнеты. В рядах Мариупольского полка принял участие в подавлении Польского восстания 1863—1864 годов и в 1864 году был награждён орденом св. Анны 4-й степени; 31 января 1865 года произведён в поручики.
В конце 1865 года Шпицберг был переведён в Туркестан с назначением в конно-артиллерийскую бригаду Сибирского казачьего войска. 18 октября 1866 года Шпицберг принял участие в штурме Джизака и был ранен пулей в локоть левой руки. 22 декабря 1867 года Шпицберг за отличие в Туркестанских походах был пожалован золотой саблей с надписью «За храбрость».
13 января 1869 года он был произведён в штабс-капитаны и в том же году за отличия в походах против Бухарского и Кокандского ханств был награждён орденами св. Станислава 3-й степени с мечами и бантом, св. Станислава 2-й степени с императорской короной и мечами и св. Владимира 4-й степени с мечами и бантом.
10 апреля 1870 года Шпицберг был назначен заведующим отделением канцелярии начальника Заравшанского округа и в кампании того же года против шахрисябзских беков Шпицберг заслужил орден св. Анны 2-й степени с мечами. 3 января 1871 года он был назначен управляющим нагорными (Припамирскими) тюменями и 25 сентября 1872 года был произведён в капитаны.
9 января 1874 года Шпицберг возглавил Самаркандский отдел Туркестанского генерал-губернаторства, каковую должность занимал до 18 июня 1877 года. Во время Кокандского похода 1875—1876 года исполнял обязанности начальника штаба Ферганского отряда и коменданта Пенджикента; 25 ноября 1875 года за отличие был произведён в подполковники.
18 июня 1877 года Шпицберг был назначен командиром 5-го сводного Оренбургско-Уральского полка, а по переформировании туркестанских сводных полков 20 сентября 1879 года возглавил Оренбургский казачий № 4 полк, который с 13 июля 1882 года был переименован в Оренбургский казачий № 1 полк. 30 октября 1879 года он был произведён в полковники; в 1883 году награждён орденом св. Владимира 3-й степени.
По окончании Туркестанских походов Шпицберг, вместе с возглавляемым им полком, был передислоцирован в Харьков и 14 ноября 1894 года получил чин генерал-майора. 1-м Оренбургским казачьим полком Шпицберг командовал до 23 октября 1896 года, когда был назначен начальником 1-й Туркестанской казачьей бригады; в 1897 году был награждён орденом св. Станислава 1-й степени и в 1899 году — орденом св. Анны 1-й степени.
14 сентября 1900 года он получил в командование 1-ю Туркестанскую казачью дивизию и 6 декабря того же года произведён в генерал-лейтенанты, в 1903 награждён орденом св. Владимира 2-й степени и в 1906 году — орденом Белого Орла. С 5 июля 1906 года Шпицберг был командующим 7-м армейским корпусом.
В 1909 году Шпицберг был произведён в генералы от кавалерии и вышел в отставку. Дата смерти не установлена, известно что в начале 1913 года он проживал в Санкт-Петербурге, а его жена, Ольга Ивановна, в адресно-справочной книге по Санкт-Петербургу за 1917 год уже была записана вдовой. Дети:
- Шпицберг Борис Евграфович (16.06.1888-? ) — из ст. Рассыпной 1-го ВО ОКВ, сын ген. от кав. Подъесаул (с 28.04.1916 со ст. с 14.08.1915). Супруга дочь подъес. ОКВ Мария Павловна Баландина.
- Шпицберг Владимир Евграфович (10.08.1871-17.08.1914) — из ст. Рассыпной. 1-го ВО ОКВ, сын ген. от кав. Есаул.(с 24.10.1913 со ст. с 01.09.1903), уч. РЯВ, приком. ко 2 Верхнеудинскому КП ЗабКВ, в 3 ОКП (1910-1914). Убит в бою 17.08.1914 у переправы Подродзие.
- Шпицберг Георгий Евграфович (26.02.1873-05.04.1919) — из потомств. дворян Киев, губ., сын ген. от кав. Подполковник (с 05.10.1915). Нач. г. Илецкая Защита с 25.06.1918 г. Убит в бою с красными под Кустанаем. Супруга дочь дворянина Елена Станиславовна Новицкая (женился не ранее 1909).
- Шпицберг Леонид Евграфович (26.01.1876 - 29.09.1905) — из ст. Рассыпной 1-го ВО ОКВ, сын ген. от кав. Скончался в инфекционном лазарете г. Харбина.

Его брат Ростислав Владимирович был генерал-лейтенантом и членом Артиллерийского комитета, племянник Евгений был военным лётчиком и погиб в Первую мировую войну.